# Daisuke Nishikawa
Pour les articles homonymes, voir Nishikawa (homonymie).
Daisuke Nishikawa (西川 大輔, Nishikawa Daisuke), né le 2 juin 1970 dans l'arrondissement Higashiyodogawa-ku d'Osaka, est un gymnaste artistique japonais actif dans les années 1980 et 1990. 

## Palmarès

### Jeux olympiques
- Séoul 1988
  -  médaille de bronze par équipes
- Barcelone 1992
  -  médaille de bronze par équipes

### Championnats du monde
- Indianapolis 1991
  -  médaille de bronze au sol
- Sabae 1995
  -  médaille d'argent par équipes